# 小行星12033
小行星12033（12033 Anselmo）是一颗绕太阳运转的小行星，为主小行星带小行星。该小行星于1997年1月31日发现。

## 轨道参数
小行星12033的轨道半长轴为3.2219069 UA，离心率为0.121。